# Provincie v Saúdské Arábii

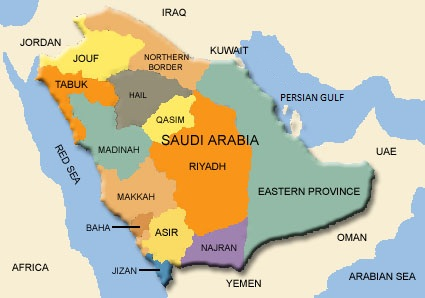
Mapa provincií v Saúdské Arábii

Provincie v Saúdské Arábii, oficiálně Emiráty provincií Království Saúdské Arábie (arabsky إمارات مناطق المملكة العربية السعودية‎), představují státní rozdělení první úrovně. Provincie se dále dělí na guvernoráty.

## Historie
Po svém sjednocení v roce 1932 byla Saúdská Arábie rozdělena na šest provincií: Asír, al-Ahsá, Hidžáz, Nadžd, Rub al-Chálí a Šammar.
Král Fahd bin Abd al-Azíz vydal 2. března 1992 královský výnos, který stanovil rozdělení země na 13 provincií. Provincie představují státní rozdělení první úrovně a dále se dělí na guvernoráty (arabsky مُحَافَظَات‎, muháfazát). Dalšími správními jednotkami jsou obecní jednotky (marákiz).

## Správa
Každou provincii řídí guvernér provincie (oficiálně emír), kterému pomáhá zástupce, tzv. ná'ib. Státníky do obou funkcí jmenuje král.

## Seznam provincií
| Historický region | Provincie          | Hlavní město | Počet guvernorátů | Počet marákiz | Počet obyvatel (2022) | Rozloha (km2) |
| ----------------- | ------------------ | ------------ | ----------------- | ------------- | --------------------- | ------------- |
| Hidžáz            | Mekka              | Mekka        | 16                | 111           | 7 769 994             | 153 128       |
| Nadžd             | Rijád              | Rijád        | 21                | 453           | 8 591 748             | 404 240       |
| Východní Arábie   | Východní provincie | Dammám       | 11                | 107           | 5 125 254             | 672 522       |
| Jižní Arábie      | Asír               | Abhá         | 16                | 101           | 2 024 285             | 76 693        |
| Jižní Arábie      | Džizán             | Džizán       | 16                | 31            | 1 404 997             | 11 671        |
| Hidžáz            | Medína             | Medína       | 8                 | 90            | 2 389 452             | 151 990       |
| Nadžd             | al-Qassím          | Burajda      | 12                | 153           | 1 336 179             | 58 046        |
| Hidžáz            | Tabúk              | Tabúk        | 6                 | 73            | 886 036               | 146 072       |
| Nadžd             | Háíl               | Háíl         | 8                 | 84            | 746 406               | 103 887       |
| Jižní Arábie      | Nadžrán            | Nadžrán      | 7                 | 59            | 592 300               | 149 511       |
| Syrská poušť      | al-Džauf           | Sakáká       | 3                 | 33            | 508 475               | 100 212       |
| Hidžáz            | al-Báha            | al-Báha      | 9                 | 35            | 595 822               | 9 921         |
| Syrská poušť      | Severní hranice    | Arar         | 3                 | 17            | 373 577               | 111 797       |
| Celkem            | Celkem             | Celkem       | 136               | 1 347         | 32 175 224            | 2 149 690     |